# Common Ground (Dokumentarfilm)
Common Ground ist ein Dokumentarfilm der Umweltaktivistin Rebecca Tickell und ihres Ehemanns Josh Tickell. Der Film zeigt die Auswirkungen der US-amerikanischen Landwirtschaftspolitik und wie durch eine regenerative Landwirtschaft Lösungen für das Problem der daraus entstandenen schlechten Bodengesundheit entwickelt wurden. Die Premiere des Films erfolgte im Juni 2023 beim Tribeca Film Festival. Im April 2025 wurde er in das Programm von Prime Video aufgenommen. Im weiteren Verlauf des Jahres 2025 soll er in ausgewählte US-Kinos kommen.

## Inhalt
Der Film richtet sich gegen die US-amerikanische Landwirtschaftspolitik, durch die in der Agrarwirtschaft der Einsatz von chemischen Produkten/Stoffen gefördert und die Gesundheit der Bürger gefährdet wird, und fordert für die Zukunft zum Wohl aller eine Änderung der Politik zugunsten einer regenerativen Landwirtschaft.

## Produktion

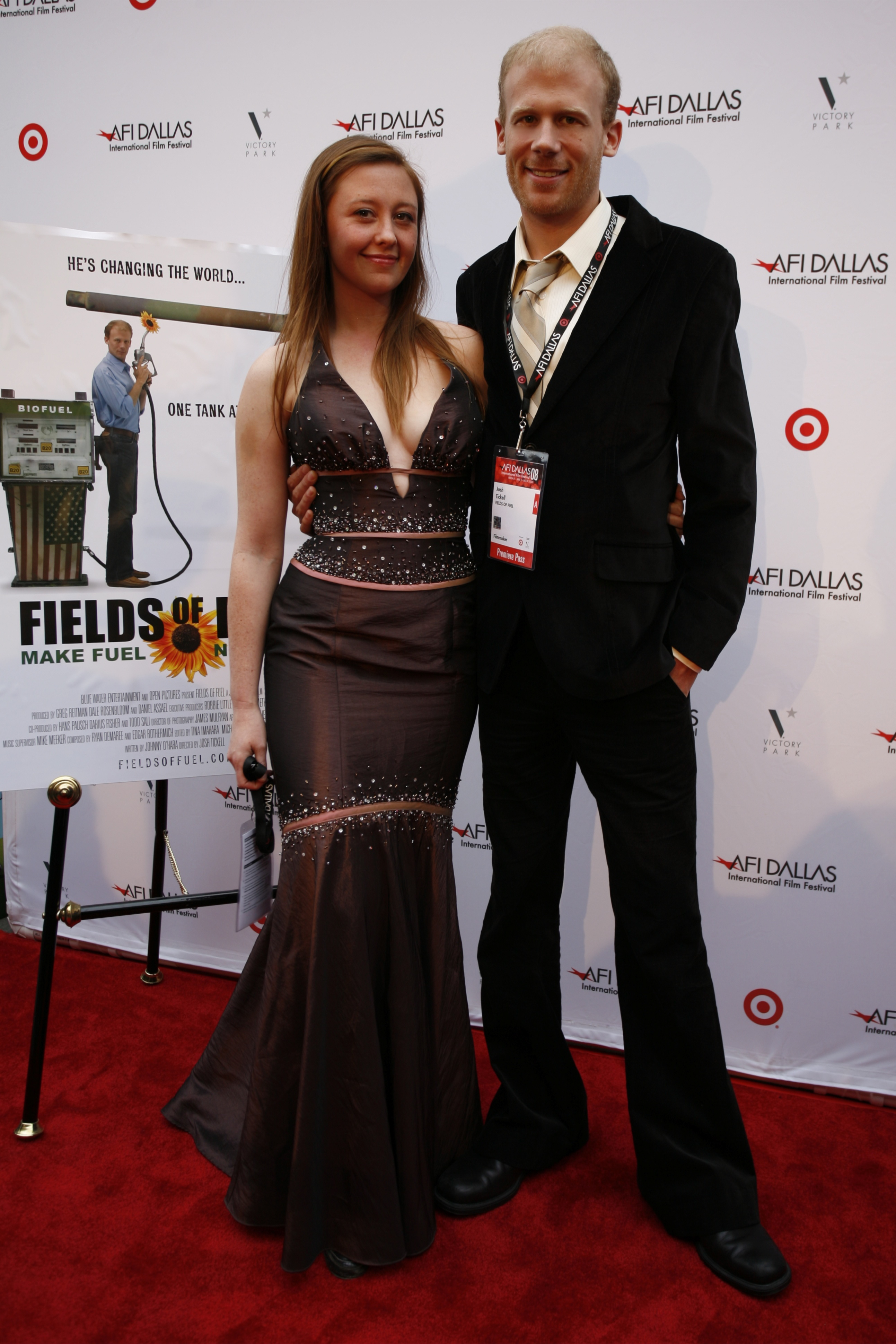
Josh und Rebecca Tickell

Regie führten Josh und Rebecca Tickell. Die heutige Umweltaktivistin stand für den 1989 veröffentlichten Weihnachtsfilm Jessica und das Rentier von John D. Hancock in der Titelrolle erstmals vor der Kamera und war Anfang der 1990er Jahre als Schauspielerin und später vor allem als Filmproduzentin tätig. In den letzten Jahren war sie als Regisseurin der Dokumentarfilme Kiss the Ground  und The Revolution Generation tätig, und gemeinsam mit ihrem Ehemann drehte sie das Filmdrama On Sacred Ground, das im Januar 2023 in ausgewählten US-Kinos vorgestellt wurde. Dieser Film hat den umstrittenen Bau der Dakota Access Pipeline zum Thema, die durch das Indianerreservat Standing Rock in North Dakota verläuft. Es handelt sich bei Common Ground um eine Fortsetzung ihres Dokumentarfilms Kiss the Ground. Das Drehbuch schrieben sie gemeinsam mit Jonny O’Hara.
In dem Film kommen die Schauspieler und Umweltaktivisten Laura Dern, Woody Harrelson, Jason Momoa und Ian Somerhalder zu Wort.
Die Filmmusik komponierte Jim Fairchild. Ende April 2025 veröffentlichte BMG Rights Management das 22 Musikstücke umfassende Soundtrack-Album als Download.
Die Premiere von Common Ground erfolgte am 8. Juni 2023 beim Tribeca Film Festival. Anfang Oktober 2023 wurde der Film beim Hamptons International Film Festival gezeigt. Im Januar 2024 wurde er beim Palm Springs International Film Festival vorgestellt und dort mit einem Publikumspreis ausgezeichnet. Ab Anfang April 2024 wurde der Film beim Sarasota Film Festival gezeigt. Im April 2025 wurde der Film in das Programm von Prime Video aufgenommen. Im weiteren Verlauf des Jahres 2025 soll er in ausgewählte US-Kinos kommen.

## Rezeption

### Kritiken
Von den bei Rotten Tomatoes aufgeführten Kritiken sind 80 Prozent positiv und erhielt dabei eine Bewertung von durchschnittlich 7,4 der möglichen 10 Punkte.

### Auszeichnungen
Environmental Media Award 2023
- Auszeichnung in der Kategorie Dokumentarfilm[9]

Palm Springs International Film Festival 2024
- Auszeichnung als Bester Dokumentarfilm mit dem Publikumspreis[10]

Tribeca Film Festival 2023
- Auszeichnung mit dem Human / Nature Award[11]